# Liste des sites Ramsar en Namibie
Cet article recense les zones humides de Namibie concernées par la convention de Ramsar.

## Statistiques
La convention de Ramsar est entrée en vigueur en Namibie le 23 décembre 1995.
En janvier 2020, le pays compte cinq sites Ramsar, couvrant une superficie de 6 765,64 km2.

## Liste
| Site                          | 0                         | Notes | Date             | Superficie (km²) | Altitude (m)  | Identifiant Ramsar | Identifiant WDPA | Coordonnées                      | Photo |
| ----------------------------- | ------------------------- | ----- | ---------------- | ---------------- | ------------- | ------------------ | ---------------- | -------------------------------- | ----- |
| Walvis Bay                    | Erongo                    |       | 23 août 1995     | 126,00           | 0             | 742                | 95353            | 23° 00′ sud, 14° 27′ est         |       |
| Sandwich Harbour (en)         | Erongo                    |       | 23 août 1995     | 165,00           | 0 - 1         | 743                | 95354            | 23° 22′ 59″ sud, 14° 28′ 59″ est |       |
| Embougure de l'Orange         | ǁKaras                    |       | 23 août 1995     | 5,00             | 0             | 744                | 95355            | 28° 40′ 01″ sud, 16° 30′ 00″ est |       |
| Pan d'Etosha                  | Omusati, Oshana, Oshikoto |       | 23 août 1995     | 6 000,00         | 1 000 - 1 200 | 745                | 95356            | 19° 15′ sud, 15° 30′ est         |       |
| Site Ramsar Bwabwata-Okavango | Kavango East              |       | 13 décembre 2013 | 469,64           | 990 - 1 020   | 2193               | 555624128        | 18° 12′ 36″ sud, 21° 43′ 59″ est |       |